# Gura Izbitei
Gura Izbitei falu Romániában, Erdélyben, Fehér megyében. Közigazgatásilag Bucsony községhez tartozik.

## Fekvése
Bucsum-Izbita közelében fekvő település.

## Története
Gura Izbitei korábban Bucsum-Izbita része volt, 1956 körül vált külön településsé, ekkor 62 lakosa volt.
1966-ban 34, 1977-ben 37, 1992-ben 35, 2002-ben pedig 20 román lakosa volt.